# Буч Вели
43° 52′ 46″ N 15° 14′ 13″ E / 43.87944° С; 15.23694° И
Буч Вели је ненасељено острвце у хрватском дијелу Јадранског мора. Налази се у Корнатском архипелагу у пролазу Вела Проверса између острва Катина и Корнат од којег је удаљен око 0,2 km. Дио је Парка природе Телашћица. Његова површина износи 0,107 km², док дужина обалске линије износи 1,49 km. Највиши врх је висок 42 m. Грађен је од кречњака кредне старости. Административно припада општини Сали у Задарској жупанији.